# Paris–Roubaix Femmes
Paris–Roubaix Femmes ist ein französisches Straßenradrennen im Frauenradsport.
Der Wettbewerb ist die Frauenversion von Paris–Roubaix, einem Monument des Radsports. Seine Ausrichtung wurde erstmals während der Zwangspause des Radsports aufgrund der COVID-19-Pandemie beschlossen und für Oktober 2020 angekündigt. Wegen der anhaltenden Pandemie wurde die Erstausrichtung zweimal verschoben und fand schließlich am 2. Oktober 2021 statt, dem Vortag des ebenfalls verlegten Männerrennens. Das Rennen gehört seit seiner ersten Austragung zur UCI Women’s WorldTour.

## Strecke
Startort der Austragungen war bisher jeweils Denain, Ziel die Radrennbahn von Roubaix. Je nach Ausgabe führen die ersten 30 bis 60 Kilometer noch ohne Kopfsteinpflaster um Denain herum, bevor die Fahrerinnen dem Kurs des Männerrennens folgen und dabei etwa 30 Kilometer Kopfsteinpflaster bewältigen. Der erste Kopfsteinsektor war bisher stets derjenige von Hornaing. Die Sektoren sind in absteigender Reihenfolge nummeriert und je nach Schwierigkeitsgrad in fünf Kategorien eingeteilt.
| Nr. | Name                         | Länge (km) | Sterne |
| --- | ---------------------------- | ---------- | ------ |
| 17  | Hornaing à Wandignies-Hamage | 3,7        | ★★★★   |
| 16  | Warlaing à Brillon           | 2,4        | ★★★    |
| 15  | Tilloy – Sars-et-Rosières    | 2,4        | ★★★★   |
| 14  | Beuvry-la-Forêt – Orchies    | 1,4        | ★★★    |
| 13  | Orchies                      | 1,7        | ★★★    |
| 12  | Auchy-lez-Orchies – Bersée   | 2,7        | ★★★★   |
| 11  | Mons-en-Pévèle               | 3,0        | ★★★★★  |
| 10  | Mérignies à Avelin           | 0,7        | ★★     |
| 9   | Pont-Thibaut à Ennevelin     | 1,4        | ★★★    |
| 8   | L'Épinette                   | 0,2        | ★      |
| 8   | Moulin-de-Vertain            | 0,5        | ★★     |
| 7   | Cysoing à Bourghelles        | 1,3        | ★★★    |
| 6   | Bourghelles à Wannehain      | 1,1        | ★★★    |
| 5   | Camphin-en-Pévèle            | 1,8        | ★★★★   |
| 4   | Carrefour de l’Arbre         | 2,1        | ★★★★★  |
| 3   | Gruson                       | 1,1        | ★★     |
| 2   | Willems à Hem                | 1,4        | ★★     |
| 1   | Espace Charles Crupelandt    | 0,3        | ★      |

## Palmarès
| Jahr                                                           | Siegerin               | Zweite           | Dritte               |
| -------------------------------------------------------------- | ---------------------- | ---------------- | -------------------- |
| Das Rennen wurde 2020 aufgrund der COVID-19-Pandemie abgesagt. |                        |                  |                      |
| 2021                                                           | Lizzie Deignan         | Marianne Vos     | Elisa Longo Borghini |
| 2022                                                           | Elisa Longo Borghini   | Lotte Kopecky    | Lucinda Brand        |
| 2023                                                           | Alison Jackson         | Katia Ragusa     | Marthe Truyen        |
| 2024                                                           | Lotte Kopecky          | Elisa Balsamo    | Pfeiffer Georgi      |
| 2025                                                           | Pauline Ferrand-Prévot | Letizia Borghesi | Lorena Wiebes        |